# Protothelenella polytrichi
Protothelenella polytrichi är en lavart som beskrevs av Peter Döbbeler och Helmut Mayrhofer. Protothelenella polytrichi ingår i släktet Protothelenella, och familjen Protothelenellaceae. Arten är reproducerande i Sverige.